# Квасников Олександр Іванович
Олександр Іванович Квасников (6 грудня 1912, Биково, Биковська волость, Бронницький повіт, Московська губернія — 20 листопада 1986, Москва) — радянський футболіст, воротар, гравець московських клубів «Динамо» і «Спартак».

## Біографія
Динамівський вихованець. З 1928 року почав грати в московській футбольній команді «Динамо», провів у міжнародних матчах у її складі 5 ігор, пропустив 2 м'ячі. У 1932 році виступав за молодіжну збірну команду Москви, учасник матчу зі збірною клубів Туреччини в 1936 році.
Був основним воротарем у 1936 році, завдяки своїй майстерності навесні допоміг команді завоювати звання першого чемпіона СРСР, у тому чемпіонаті в матчі з ЦДКА виступив як польовий гравець, вийшовши на заміну. Але вже в 1937 році основним воротарем «Динамо» стає Фокін. У 1938 році переходить до клубу «Спартак» (Москва). У 1942 році, під час служби у куйбишевському гарнізоні, став першим воротарем тільки що створеного місцевого клубу «Крила Рад» і виступав за нього кілька місяців, аж до переведення в інший гарнізон..
Після закінчення кар'єри гравця тренував юнацькі команди з футболу та хокею: «Спартак» (Москва) (1948), ВМС (1949), «Динамо» (Москва) (1952—1975), ВМС (1950—1951). Дав путівку у великий спорт відомим хокеїстам Станіславу Петухову, Олександру Стриганову-молодшому, Віктору Шилову, Олександру Сакеєву, Ігорю Тузику, Валерію Гущину, Зінетулі Білялетдінову.
Був першим тренером красногорського «Зеніту» з хокею з м'ячем.
Його син Станіслав також був хокейним тренером.
Похований на Введенському кладовищі.

## Досягнення
- Чемпіон СРСР: 1936 (весна), 1938
- Володар Кубка СРСР: 1937, 1938
- Срібний призер чемпіонату СРСР: 1936 (осінь)